# Бёйтендаг, Энилл
Энилл Бёйтендаг (африк. Eneill Buitendag, родился 21 июня 1989 года) — намибийский регбист, скрам-хав. Сын Бэйси Бёйтендага, известного намибийского регбиста.

## Биография
Окончил Виндхукскую среднюю школу и Стелленбосский университет (факультет экономики). Работает страховым агентом в компании Hollard.
Как регбист известен играми за команду Западной Провинции ЮАР в Кубке Карри и за команду «Вельвичиас» в Кубке Vodacom. За сборную Намибии провёл 15 игр и набрал 5 очков (попытка в матче против России 23 января 2010 года, поражение 15:30). Играл на Кубке наций в июне 2015 года, потом был заявлен на серию из двух тест-матчей против России летом 2015 года, но не сумел сыграть из-за травмы задней мышцы бедра и был заменён Артуром Баувером. Участник чемпионата мира 2015 года, сыграл два матча против Новой Зеландии (проигрыш 14:58, вышел в последние 8 минут вместо Ойгена Янтьиса) и Тонга (проигрыш 21:35).